# Yeongsan-gang
Yeongsan-gang lub Yŏngsan-gang (język koreański: hangul 영산강, hancha 榮山江) – rzeka w Korei Południowej.
Długość rzeki wynosi 129,5 km, a całkowita powierzchnia dorzecza 3 468 km².
Rzeka przepływa m.in. przez miasta: Damyang, Gwangju, Naju, Mokpo. Uchodzi do morza Żółtego.

## Przypisy

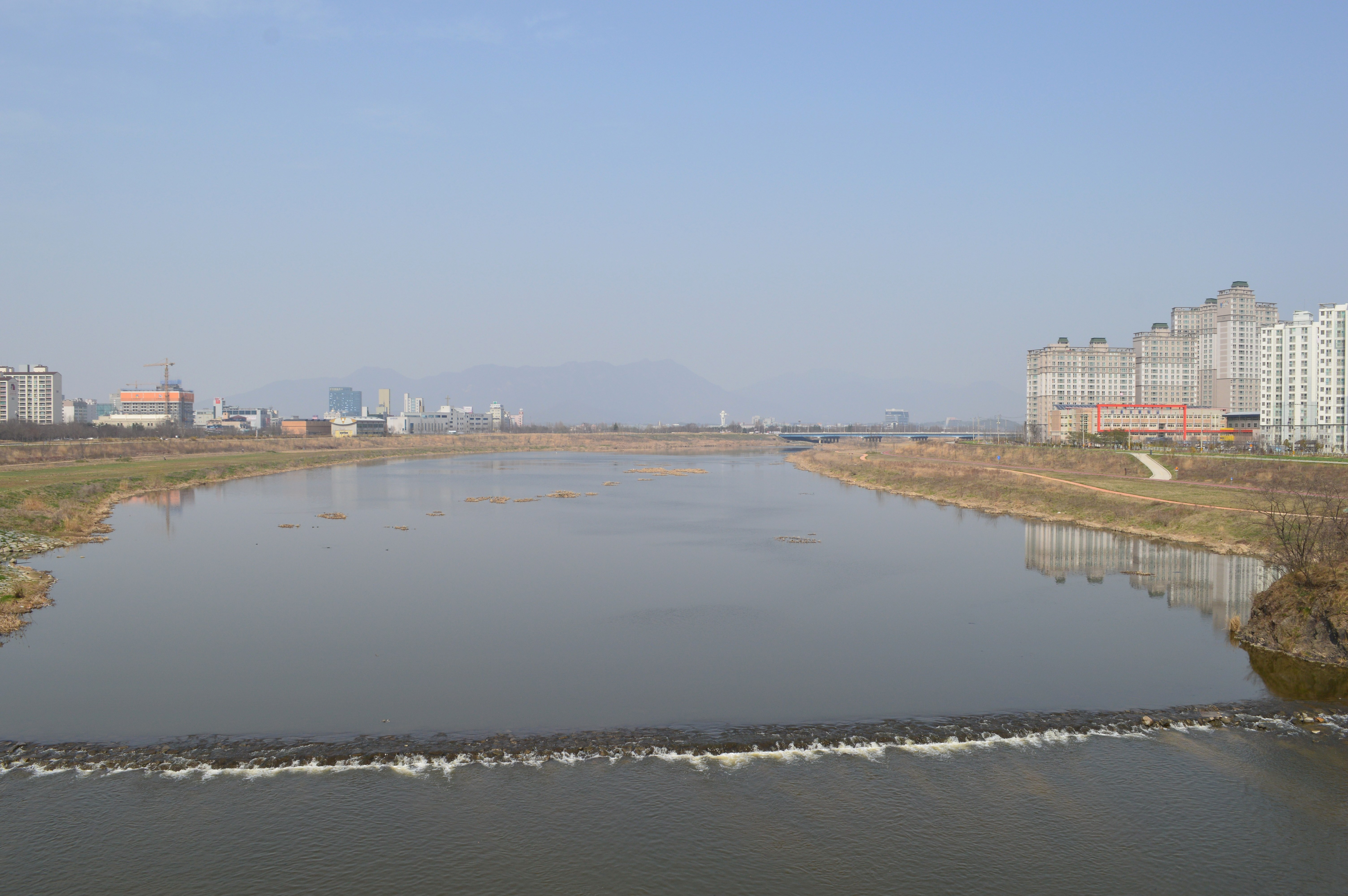
Yeongsan-gang w Gwangju